# Domenico Toschi
Domenico Toschi (ur. 11 czerwca 1534 w Castellarano, zm. 26 marca 1620 w Rzymie) – włoski kardynał.

## Życiorys
Urodził się 11 czerwca 1534 roku w Castellarano, jako syn Giovanniego Battisty Toschiego i Onesty Bardiani. Studiował na Uniwersytecie Pawijskim, gdzie uzyskał doktorat z prawa. Po śmierci najbliższych krewnych wstąpił na służbę na dwór Sigismonda d’Estego i został żołnierzem. Po jakimś czasie podjął karierę prawniczą, a następnie został referendarzem Trybunału Sygnatury Sprawiedliwości, wicelegatem w Bolonii i audyorem Świętej Konsulty. 10 maja 1595 roku został wybrany biskupem Tivoli, a jedenaście dni później przyjął sakrę. 3 marca 1599 roku został kreowany kardynałem prezbiterem i otrzymał kościół tytularny San Pietro in Montorio. W 1606 roku zrezygnował z zarządzania diecezją. W latach 1616–1617 pełnił funkcję kamerlinga Kolegium Kardynałów. Zmarł 26 marca 1620 roku w Rzymie.